# Jean Boullet
Ne pas confondre avec Jean Boulet (1920-2011), aviateur.
Pour les personnes ayant le même patronyme, voir Boullet.
Jean Boullet (né le 12 décembre 1921 à Neuilly-sur-Seine et mort en Algérie à Annaba le 2 novembre 1970,) est un peintre, dessinateur, illustrateur, critique de cinéma et écrivain français.

## Biographie
Jean Boullet est le fils d'un commerçant en peaux de chats de l’avenue d'Italie, Henri Boullet, qui se suicide par pendaison. Dans son enfance, très catholique, il passe ses étés à Isdes, dans une maison qu'il conservera. Il commence à peindre dès 1942, principalement des portraits.
Il se fait connaître comme dessinateur et illustrateur dans le Saint-Germain-des-Prés de l'immédiate après-guerre. L’artiste illustre aussi bien un livre de Daniel-Rops, l’écrivain catholique (Ce visage qui nous regarde), que l’ouvrage sulfureux — interdit par la censure — de Boris Vian, J'irai cracher sur vos tombes, des textes d'Edgar Poe, Raymond Asso, des poèmes de Villon, de Verlaine. En 1948, il est l'auteur des décors de la pièce  J'irai cracher sur vos tombes que Boris Vian a tirée de son roman homonyme et qu'il a signée de son nom réel.

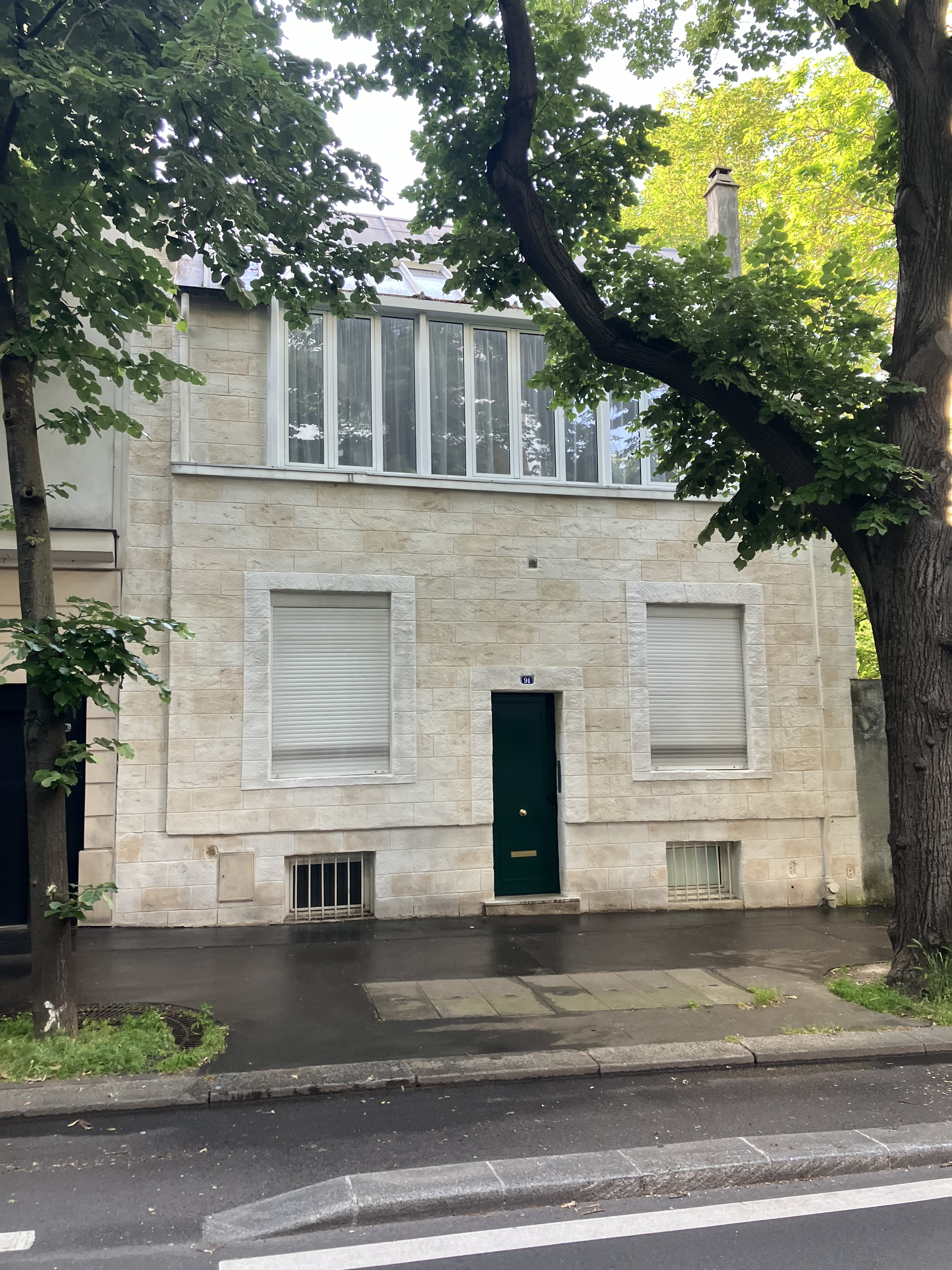
Son lieu de résidence-atelier au 91 rue Bobillot (Paris 13e).

Jean Boullet est aussi un critique de cinéma vénérant les films fantastiques et d’épouvante que l’on peut voir alors au cinéma Midi-Minuit sur les Grands boulevards. Pour montrer les films encore plus rares et qu’il aime, il monte un ciné-club privé dans sa maison de la rue Bobillot  au n°91: la Société des Amis de Bram Stoker. Il sera aussi avec Michel Caen, Alain Le Bris et Jean-Claude Romer, le cofondateur de la revue de cinéma Midi-Minuit Fantastique (1962-1971). Ce magazine était publié par Éric Losfeld. Midi-Minuit Fantastique était dédié aux films fantastiques, d’horreur et de science-fiction. Jean Boullet se retire de la rédaction en 1963, peu après la publication du n°3.
Foncièrement libertaire, anticlérical, ennemi des ordres établis et lancé personnellement dans une quête effrénée du bizarre et de l’interdit, Jean Boullet est aussi passionné par bien d'autres thèmes : la sexologie, l’illusionnisme, la magie, la démonologie, la mythologie populaire… En décembre 1965, il ouvre au 79, rue du Château une librairie, Le Kiosque, spécialisée dans ces thèmes et dans la bande dessinée de collection. Criblé de dettes, il ferme boutique début 1969, et en août, il part s'installer en Algérie, à Ouargla pour y tenir une librairie.
À plusieurs reprises il a voyagé au Maghreb, notamment en Algérie, au Maroc, en Mauritanie, mais aussi au Sénégal et au Soudan, d'où il rapporte de nombreux dessins.
Durant l'été 1970, il décide de quitter Ouargla pour le sud, et entreprendre un voyage, tout en conservant sa librairie. Au cours de l'une des étapes de ce voyage, fin décembre, il est découvert à Tébessa, au sud de Constantine, selon le rapport de la police algérienne, pendu à un arbre. Selon les confidences de l'écrivain Roger Peyrefitte, Jean Boullet serait mort poignardé.
Son atelier a été dispersé le 23 avril 1971 à Paris, par Guy Loudmer, Hervé Poulain et Pierre Cornette de Saint Cyr.

## Homoérotisme
Ouvertement homosexuel, se proclamant « peintre de la beauté masculine », il a multiplié les dessins ou les tableaux d’une esthétique homoérotique passablement inspirée de celle de Jean Cocteau.
Jean Boullet, au cours de sa vie, a rencontré le Tout-Paris qui a pour noms alors : Édith Piaf, Michel Déon, Marie-Laure de Noailles, Jean Cocteau, Juliette Gréco, Jacques Chazot, Piéral (dès 1942), Sacha Guitry, Marcel Carné, Roland Lesaffre, Kenneth Anger, Félix Labisse, Lise Deharme, Michel Laclos, Elliott Stein, Jacques Courtois… 
Il fut également un des amis de Max Jacob. Un portrait à l'encre de chine réalisé de sa main en 1943 représentant le poète breton revêtant l'étoile jaune est aujourd'hui conservé et présenté au musée des Beaux-Arts de Quimper.

## Illustrations et publications

### Ouvrages illustrés par Jean Boullet
- Tapis volant, 33 dessins sur un thème personnel, prologue de Jean Cocteau, Flammarion, 1945. Selon François Sentein, dans son livre Minutes d'une autre année, 1945, le modèle de l'artiste pour les dessins de ce livre serait Daniel Filipacchi.
- Mythologie, plaquette hors-commerce [1946 ?].
- La Belle et la Bête de Mme Jeanne-Marie Leprince de Beaumont, frontispice, Aux Œuvres française, coll. « Point d'Orgue », 1946.
- Ce visage qui nous regarde de Daniel-Rops, avec 20 dessins, Paris, La Mie de Pain, 1947.
- Le Diable au corps  de Raymond Radiguet, 10 dessins, Aux éditions du Trois-Mâts[9], 1947.
- Évangiles de Raymond Asso, 77 dessins, Paris, Aux éditions du Trois-Mâts, s.d. [1947].
- Boris Vian, J’irai cracher sur vos tombes, 15 dessins, éditions du Scorpion, 1947.
- Œdipe, Paris, éditions du Scorpion, 1947 - rééd. Le Terrain Vague, 1958.
- Paul Verlaine, Hombres, 40 dessins, Nice, SIM, 1948, hors commerce.
- Barnum’s Digest, 10 monstres fabriqués par Jean Boullet et traduits de l’américain par Boris Vian, Paris, Aux deux menteurs, s.d. [1948].
- Dracula, 12 dessins, Paris, Aux deux menteurs, s.d. [vers 1948].
- Le Comédien précédée de Lettre à mon père de Sacha Guitry, frontispice, Éditions de l'Ancre d'Or, 1948.
- Ce bon Mr Fred de François Alboni [Jean Cusset], couverture, Éditions Fournier-Valdès, 1949.
- Œuvres de Sacha Guitry en 24 tomes, Raoul Solar, 1949-1950. Boullet illustre : Tome 9, Deburau, 13 dessins, et Tome 12, Béranger, le Second empire, monsieur Thiers, Clemenceau, etc.
- Métamorphoses, 15 dessins, Paris, Toutain, s.d. (vers 1950).
- Une journée bien remplie., de P. Bailly, frontispice, s.n., 1950.
- Les Beaux Gars, 31 dessins, Nice, s.n., 1951, texte annoncé de Jean Genet, non publié.
- Le Maître d'Amour, de José Germain, 12 dessins, Paris, Aux deux menteurs, 1952.
- Gilles de Rays de Roland Villeneuve, 4 dessins, préface de Me Maurice Garçon, s.n., 1953.
- D’Icare aux soucoupes volantes avec Guy Laflotte, Casablanca [Paris], 1953.
- João Baptista, 14 dessins, Rio de Janeiro, Fõrça e Saúde, 1953.
- L'épitaphe Villon de François Villon, préface de Guy Laflotte, Paris, Aux deux menteurs, s.d. [vers 1953].
- [Tour de magie], Le Truc de la corde, Paris, s.n., 1953.
- Le Mari, la femme et l'amant, [suivi de] Scènes choisies : Une lettre bien tapée. Je sais que tu es dans la salle, de Sacha Guitry, Raoul Solar, 1953.
- Feux vifs et flammes mortes pour un astre éteint de Michel Beaugency, préface de Jean Cocteau, Presses du livre français, 1953.
- Mme de V… a des idées noires de Loulou Morin [pseud.], 11 dessins sous le nom de P.N. et Mme de V…, Genève [Paris], À La Mauvaise Graine [Éric Losfeld], 1953 [1957]. Ouvrage interdit en 1957.
- Antinoüs, 33 dessins, Nice, s.n., 1954.
- Corps interdits de Maurice Périsset, 7 dessins, La salamandre, 1954.
- La Belle et la Bête, Paris, Le Terrain Vague, 1958.
- Symbolisme sexuel dans les traditions populaires, texte de Jean Boullet, coll. Bibliothèque internationale d'érotologie no 5, Paris, Jean-Jacques Pauvert, 1961.
- (it) Invettive de Rosanna Guerrini, Milan, All'insegna del pesce d'oro, 1966.

### Ouvrages non datés
- Edgar Allan Poe, 20 dessins sur un texte de Jacques Dinet.
- Cafard gris [?]
- La Zone de Marc Bernard, 16 dessins, Nîmes, s.d.

Divers prospectus annonçaient que des livres illustrés étaient en préparation pour des éditions de Alice au Pays des Merveilles; Le Songe d'une Nuit d'été de Shakespeare ; Münchhausen ; Les Contes de Perrault ; Les Fables de La Fontaine ; Notre-Dame de Paris de Victor Hugo ; La Divine Comédie de Dante ; La Vie des Saints ; La Bible ; Les Pensées de Pascal…

### Périodiques: articles et dessins
- Nyza, 1948.
- St-Cinéma des Prés, no 1, 1949.
- Gazette du cinéma, no 1 et 3, 1950.
- Janus, no 1 et 2, 1950.
- Le Cercle, vol. année 1952.
- « Amour et Magie », Le Crapouillot, no 22, couverture, 1953.
- Arcadie, 1953-1956.
- « De la Vamp à la femme », L’Écran, février-mars 1958.
- « Les nains. Lilliputiens et achondroplases. Le Nain, objet-magique type », Aesculape, novembre 1958.
- « La Mandragore », [s.n], Aesculape, 1960.
- « Numéro spécial : les monstres », in revue Bizarre no 17-18 (2e série), préface de Paul Gilson, Paris, J.J. Pauvert, 1961, entièrement conçu par Boullet.
- « Bela Lugosi » et « Boris Karloff », Bizarre no 24-25, Cinéma fantastique/Épouvante, Paris, J.J. Pauvert, 1962.
- « Spécial King Kong », Midi Minuit Fantastique no 3, octobrenovembre 1962.
- (it) Il delatore, no 1 et suiv., Milan, La cartaccia, mars 1964 et suiv. - dessins.

## Filmographie en tant que réalisateur
- 1963-1965: Dracula : film inachevé en ombres chinoises, dont un montage de 9 minutes réalisé par Nicolas Stanzick a été publié en 2018 dans le DVD accompagnant le livre dirigé par ce dernier Midi-Minuit Fantastique - L'Intégrale, vol. 3 (Rouge Profond)[10].

## Expositions posthumes
- Expositions régulières « Jean Boullet », dessins, peintures, livres, manuscrits, Paris, à la galerie Au bonheur du jour, en 2001, 2008, 2013 et 2021. En 2001, le soir du vernissage, au Centre Pompidou, un hommage lui a été rendu avec des interventions de ses amis :
  - Piéral : Pour Jean Boullet ;
  - Philippe Druillet : Jean Boullet, trait pour trait ;
  - Maurice Saltano, Philippe Beau : L’amateur de magie ;
  - Philippe Druillet : L’amateur et le collectionneur de bandes dessinées ;
  - Bruno Le Tatoueur, Jérôme Pierrat : Boullet le tatoué ;
  - Denis Chollet, Christophe Bier : Monstres et merveilles ;
  - Jean-Pierre Bouyxou, Jean-Claude Romer : L’homme Universal ;
  - Jean-Pierre Dionnet, Jean-François Rauger : Mister '“bis”.

### Documentaires
- Jean Boullet, le montreur d'ombres, de Nicolas Stanzick et Erwan Le Gac (50 min, Soft-Prod/Midi-Minuit Fantastique/Stanzick, 2018): avec Philippe Druillet, Boris Bergman, François Angelier, Michel Caen, Jean-Claude Romer, Jean-Claude Michel et Alain Venisse[11].
- Dracula et Jean Boullet (10 min, "Viva cinéma", Ciné Classic, 2018): un reportage d'Axel Cadieux avec Nicolas Stanzick et Bertrand Mandico.
- Jean Boullet, l'homme qui voulait devenir Dracula (5 min, "Gymnastique", Arte, 2021): un reportage d'Axel Cadieux avec Nicolas Stanzick et Boris Bergman.